# UHZ1
UHZ1是包含類星體的一個背景星系。在大約10.1的紅移中，UHZ1距離132億光年，這是看到大約在我們宇宙當前年齡的3%時間。這一紅移值使其成為截至2023年可觀測宇宙中距離最遠、因此也是已知最早的類星體。為了探測這個天體，錢德拉X射線天文台的天文學家使用阿貝爾2744星團的質量作為引力透鏡，以放大其正後方的遙遠天體。在發現時，它超過了QSO J0313−1806的距離記錄。
該天體的發現使天文學家認為，第一批類星體的種子可能是源於宇宙初期超大質量原始恆星的坍縮，形成直接坍縮黑洞造成。

## 對天文學研究的影響
錢德拉-韋伯在UHZ1中心發現了一個紅移≈10.1的類星體，這表明吸積超大質量黑洞（SMBH）在大爆炸後約4.7億年就已經存在。早期黑洞從「種子」過渡到超大質量黑洞時的探測為高紅移提供了良好的來源，有助於對黑洞的種子和生長模型進行測試。
關於超大質量黑洞的形成，一個懸而未決的問題是，它們是否起源於恆星質量黑洞、大質量恒星死亡的殘餘，或者是否存在形成更重初始種子以開始形成的機制。UHZ1的資料顯示，它要麼需要超過愛丁頓極限的持續生長超過2億年，要麼需要大量種子。所收集的數據為播種機制提供了線索並為其提供了支持。

## UHZ1做為潜在的第一個超大質量黑洞星系候選者
在UHZ1中探測到的錢德拉X射線源是康普頓厚的。它的測輻射熱光度為L bol ~ 5×1045 erg s×10−1，對應於估計的黑洞質量〜4×107 M⊙。
從UHZ1及其類星體收集的數據與天文學家先前對一類獨特的瞬態高紅移天體的理論預測一致，這些天體被稱為超大質量（或超大尺寸）黑洞星系（OBG，或O.B.G.）。OBGs是重的初始黑洞種子，可能是由氣體雲的直接坍塌形成的。由於UHZ1的多波長特性與理論模型範本預測之間的一致性，一些天文學家認為UHZ1是第一個檢測到的超大質量黑洞星系（Overmassive black hole galaxy，OBG）候選者。

## 註解
1. ↑  類星體的 X射線發射來自一種叫做星冕的熱氣體大氣層，它圍繞著吸積盤。當 X射線光子高速離開星冕時，它們可能會被周圍的中性氫環面和星冕周圍的塵埃吸收。如果大部分X射線光子被吸收，這種現象被稱為「康普頓厚」。

## 外部連結
- YouTube上的Video (2:52): Possible Discovery of Overmassive Black Hole Galaxy (O.B.G.) in UHZ1

| 紀錄                    | 紀錄                      | 紀錄       |
| ----------------------- | ------------------------- | ---------- |
| 前任者： QSO J0313−1806 | 已知最遙遠的類星體 2023 – | 繼任者： — |